# Bilderbuchmuseum

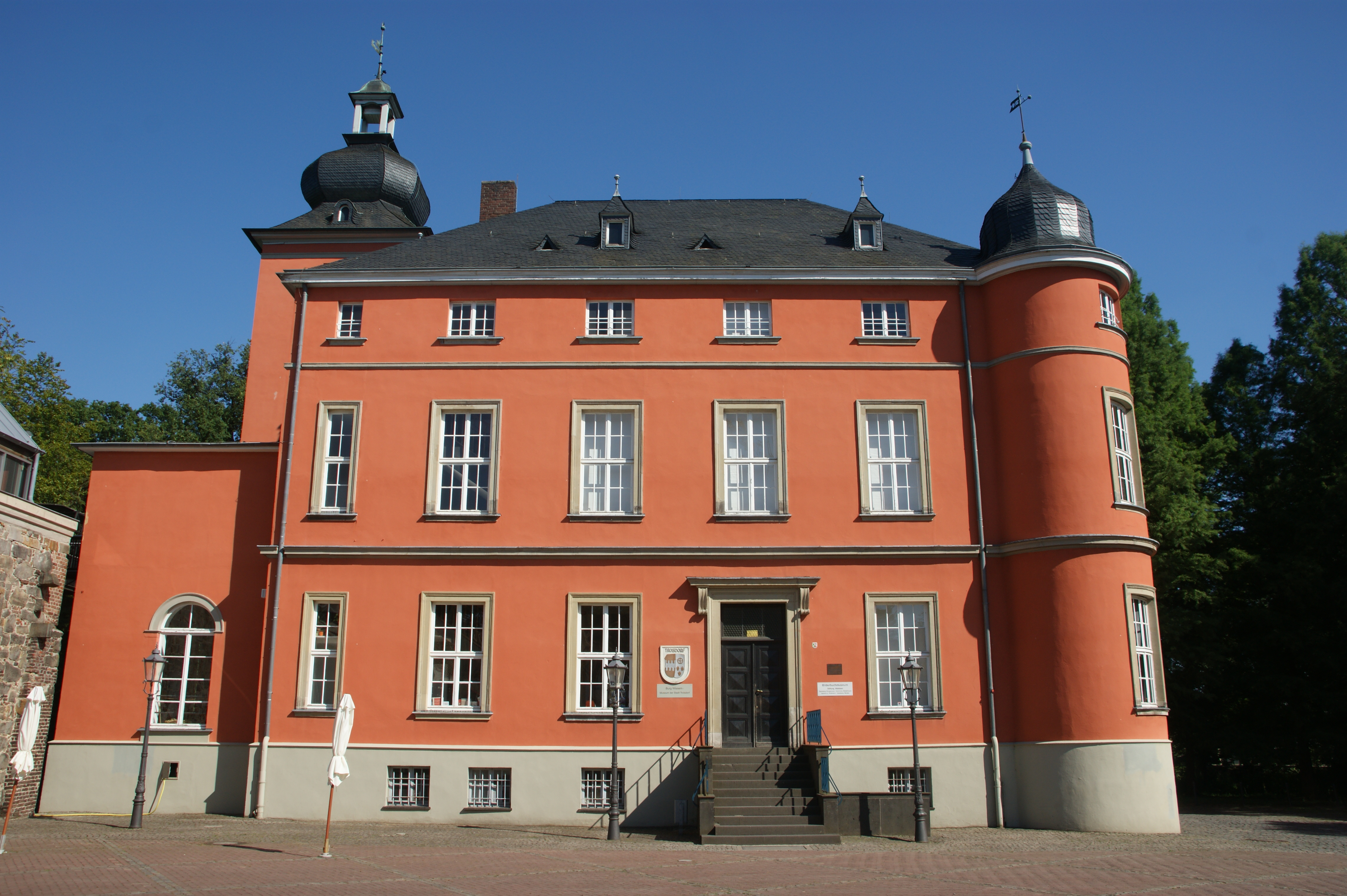
Herrenhaus der Burg Wissem, im Juli 2010

Das Bilderbuchmuseum in Troisdorf ist das einzige seiner Art in ganz Europa. Es stellt künstlerische Bilderbuchillustrationen, historische und moderne Bilderbücher sowie Künstlerbücher aus.
Es ist in der Burg Wissem in Troisdorf untergebracht.
Alle zwei Jahre wird im Bilderbuchmuseum der Troisdorfer Bilderbuchpreis verliehen.

## Geschichte
Im Jahr 1982 schenkte der Troisdorfer Kaufmann Wilhelm Alsleben der Stadt seine umfangreiche Sammlung an historischen Bilderbuch-Originalillustrationen und modernen Bilderbüchern. Diese Sammlung sollte der Öffentlichkeit zugänglich gemacht werden und so wurde das Museum in der Burg Wissem eröffnet. Der leuchtend rote, klassizistische Bau wurde im Jahre 1840 unter Verwendung alter Bausubstanz aus dem 16. Jahrhundert errichtet. Die Nähe zum Stadtwald und zu mehreren Tiergehegen macht das Bilderbuchmuseum und die Burg Wissem zu einem beliebten Ausflugsziel.

## Ausstellungen
Neben den ursprünglichen Exponaten der Alsleben-Stiftung befinden sich sehr bedeutende und seltene Objekte im Besitz des Bilderbuchmuseums. Unter anderem Werke der Kinderbuchautoren Helme Heine, Janosch oder Leo Lionni.
- Sammlung Brüggemann: 1995 gab der Jugendbuchexperte Professor Theodor Brüggemann (1921–2006) seine ca. 2000 Exemplare umfassende Sammlung historischer Kinderbücher in die Obhut des Museums. Die ältesten Exemplare datieren dabei bis in das Jahr 1498 zurück.
- Sammlung Waldmann: Das Schweizer Ehepaar Elisabeth und Richard Waldmann sammelte in mehr als 30 Jahren über 800 Bücher, Illustrationen, Gemälde und Grafiken zum Thema Rotkäppchen. Die ältesten Werke stammen hierbei aus dem 18. Jahrhundert. Das Ehepaar Waldmann schenkte 2002 die umfangreiche Sammlung dem Bilderbuchmuseum. Sie ist heute in einem eigens dafür eingerichteten Raum des Museums zu besichtigen.
- Dauerleihgabe Janosch: 1999 entschloss sich der bekannte Bilderbuchkünstler Janosch, seine Bilderbuch-Originalillustrationen dem Museum der Stadt Troisdorf als Dauerleihgabe zu überlassen. Das Bilderbuchmuseum verfügt dadurch über die weltweit größte Sammlung von Janosch-Originalzeichnungen.
- Sammlung Axel Hinrich Murken: Stiftung von rund 4000 medizinischen Kinderbüchern von der Biedermeier-Zeit bis heute. Der Arzt, Medizin- und Kunsthistoriker Axel Hinrich Murken vermachte 2004 seinen Bestand dem Kinderbuchmuseum Troisdorf.
- Sammlung Friedrich Heller: Mit Hilfe der Kulturstiftung der Länder wurde 2014 die Sammlung von 3500 Kinderbilderbüchern des Wiener Musikwissenschaftlers Friedrich Heller erworben.

Sonderausstellungen
- 2004: Kind, Krankheit und Krankenhaus im Kinder- und Jugendbuch. Die Sammlung von Professor Dr. med. Dr. phil. Axel Hinrich Murken
- 2012: Winsor McCay – Comic, Filme, Träume.[1]
- 2014: Im Blick. Collagen von Jens Thiele 2003-2013[2]
- 2014: Das Kinderbuch erklärt den Krieg. Der 1. Weltkrieg in Kinder- und Jugendbüchern (in Kooperation mit der Staatsbibliothek Berlin – Preußischer Kulturbesitz, kuratiert von Carola Pohlmann und Friedrich C. Heller)[2]
- 2019/20: Wir gratulieren – 20 Jahre Labor Ateliergemeinschaft
- 2019/20: Helme Heine – Eine Mitmachausstellung für jung und alt
- 2022 Die drei ???: Aiga Rasch und das Abenteuer auf Burg Wissem
- 2024: Ohren gespitzt! 100 Jahre Häschenschule

## Auszeichnungen
- 2014 Jugend-Kulturpreis der Sparkassen-Kulturstiftung Rheinland